# 村上毅
村上 毅（むらかみ たけし、1953年または1954年 - ）は、日本の地方公務員 (技術公務員)、鉄道実業家。大阪府都市整備部長、大阪高速鉄道 (現・大阪モノレール) 社長を歴任。勲位は瑞宝小綬章。

## 人物・経歴
大阪府出身。京都大学大学院工学研究科土木工学専攻修了。1979年 (昭和54年) 4月 大阪府庁入庁。土木部土木監理課、岸和田土木事務所、1985年４月 都市整備局交通政策課、1988年６月 企画調整部企画室主査 (関西高速鉄道） 、1991年 (平成３年) ５月 土木部道路課主査、1993年４月 都市整備局都市整備課区画整理係長。1995年６月 豊中市都市整備部参事に出向し阪神・淡路大震災の復興支援、1999年５月 枚方土木事務所建設課長、2000年６月 土木部道路課参事、2001年４月 総務部財政課参事、2002年４月 土木部河川室河川環境課長、2004年４月 交通道路室道路整備課長、2005年４月 鳳土木事務所長、2007年４月 都市整備部交通道路室長、2009年４月 同部技監。
2011年4月 都市整備部長。東日本大震災への被災地派遣、阪神高速道路料金体系の変更、槇尾川ダムの建設中止、連続立体交差事業、治水対策などに取り組んだ。2013年度には「戦略的インフラマネジメントの推進」と「減災のまちづくり」「地域協働（笑働ＯＳＡＫＡ）の推進」を3つの柱として事業を進めた。
後に大阪高速鉄道代表取締役社長。

## 栄典
2024年4月 令和6年春の叙勲で瑞宝小綬章受章